# Blake Hall
Blake Hall is een voormalig station aan de Epping Ongar Railway bij het dorp Greensted Green in Essex op 39 km vanaf Charing Cross. Het is genoemd naar het landgoed Blake Hall ongeveer 2km ten noorden van het station.

## Geschiedenis

### Stoomdiensten
Het station werd op 1 april 1865 geopend door de Great Eastern Railway (GER) en diende destijds voornamelijk als een overslag van landbouwproducten. In 1933 werd het OV in Londen genationaliseerd in de London Passenger Transport Board, kortweg London Transport, die het New Works Programme 1935 – 1940 kwam om knelpunten in het metronet op te lossen en nieuwe woonwijken aan te sluiten op de metro. Onderdeel was de overname van de lijn tussen Straford en Ongar waarop de LNER, de rechtsopvolger van de GER, stoomdiensten onderhield. Door de integratie van deze lijnen in het metronet zouden elektrische diensten voor het woon-werkverkeer beschikbaar komen. De overgang van de lijn naar de metro liep vertraging op door het uitbreken van de Tweede Wereldoorlog en het instellen van de groene gordel rond Londen aan het eind van de oorlog betekende dat er geen woonwijken bij Blake Hall kwamen. 

### Underground
In 1948 werden de Britse spoorwegen genationaliseerd in British Railways en op 29 september 1949 nam de London Underground het station over van British Railways toen de metrodiensten ten noorden van Loughton van start gingen. De elektrificatie liep echter niet verder dan Epping zodat British Railways in opdracht van de undergound een stoomtienst verzorgde tussen Epping en Ongar. Deze pendeldienst werd voortgezet tot 18 november 1957 toen de elektrificatie tot Ongar gereed was. Het traject langs Blake Hall loopt door landelijk gebied en bleef een enkelsporige lijn wegens de geringe reizigersstroom. 
De elektrificatie werd sober uitgevoerd zodat als gevolg van spanningsverliezen hooguit vierbaksstellen ingezet konden worden, bovendien waren de perrons van de stations North Weald en Blake Hall ook niet lang genoeg voor langere metro's. Hierdoor kwamen er geen doorgaande diensten over de rest van de Central Line en reed de metro tot 1976 als pendeldienst met twee metrostellen tussen Epping en Ongar. Op 18 april 1966 werd het goederenstation gesloten en werd Blake Hall een zuiver metrostation. Op 17 oktober 1966 werden de zondagsdiensten geschrapt. Blake Hall was het minst gebruikte station van het hele metronet in Londen. Blake Hall ligt afgelegen in Essex en kwam niet in aanmerking voor subsidies zoals de rest van het metronet omdat Essex en Londen het niet eens werden over wie hiervoor verantwoordelijk zou zijn. Tegen de tijd dat de laatste metro op 31 oktober 1981 bij station stopte had het station naar verluidt slechts 17 passagiers per dag. Het werd permanent gesloten op 2 november 1981, 13 jaar later, op 30 september 1994, werden de metrodiensten tussen Epping en Ongar gestaakt.

## Epping Ongar Railway
Het stationsgebouw van Blake Hall is sindsdien omgebouwd tot een privéwoning en de lijn die het stationsterrein passeert, is nu in particulier bezit en wordt beheerd als een toeristische spoorweg door de Epping Ongar Railway. Het perron werd gesloopt na sluiting en hersteld mei 2012, maar dit is alleen voor esthetische doeleinden, en het station blijft gesloten.

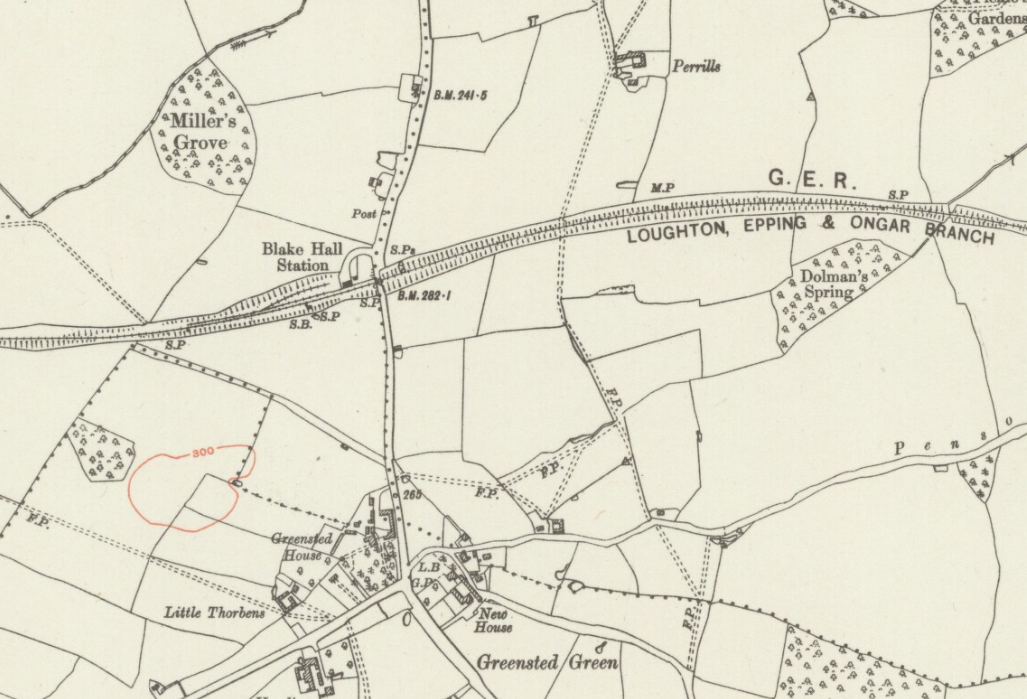
Het station en omgeving op de stafkaart uit 1923.
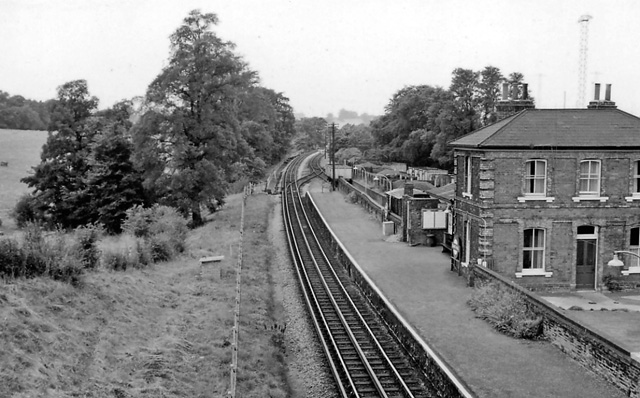
Blake Hall in 1961 nog met goederenoverslag.
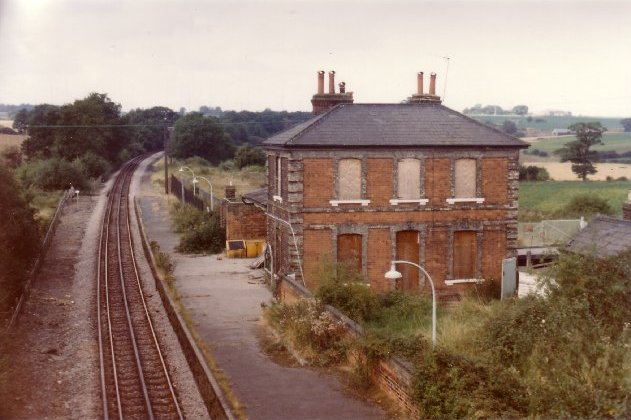
Het station in vervallen staat langs de Central Line op 13 september 1985.